# Monte Aralalta
Il Monte Aralalta (o più semplicemente Aralalta - 2.006 m s.l.m.) è una montagna delle Prealpi Bergamasche che si trova in provincia di Bergamo.

## Salita alla vetta
Si può salire sulla vetta partendo dal Rifugio Nicola oppure dal vicino Rifugio Cazzaniga-Merlini.